# Artukides
1082–1408
Entités précédentes :
- Empire seldjoukide

Entités suivantes :
- Sultanat de Roum
- Ayyoubides
- Qara Qoyunlu

Les Artukides, Artuqides, Ortokides ou Ortocides, c'est-à-dire fils d'Artuq (Ortok), dynastie turcomane, s'établit en Syrie et en Arménie en 1082. Les Artukides se reconnaissaient comme vassaux de Duqaq, roi de Damas, fils de Tutuş.

## Chronologie
Artuq était gouverneur de Jérusalem sous les ordres de Tutuş, frère de Malik Shah Ier, qui avait pris la ville aux Fatimides commandés par le vizir Badr al-Djamali, en 1078 pendant le règne d'Al-Mustansîr bi-llâh.
Après sa mort en 1091 le territoire passe à ses fils Sökmen à Amida (Diyarbakır) et Ilghâzi à Mayyâfâriqîn (Silvan) et Mardin.
En 1098, le vizir fatimide Al-Afdhal Shâhânshâh fils de Badr al-Djamali, reprend Jérusalem au nom du calife fatimide Al-Musta'li.
Après la mort de Sökmen, son frère Ilghâzi continue à œuvrer à l'extension de leurs possessions. Il prend Mayyâfâriqîn (Silvan) et également Alep de 1117 à 1126. Les Artukides se divisent en deux branches les descendants d'Ilghâzi à Mardin et Mayyâfâriqîn, les descendants de Sökmen à Hisn Kayfâ (Hasankeyf) puis Harput (Elâzığ) et finalement Amida. Cette branche tombe dès 1234 sous le contrôle des Seldjoukides.
La branche de Mayyâfâriqîn échappe aux luttes entre Ayyoubides, Seldjoukides de Roum et Khwârazm-Shahs en acceptant en 1260 de se déclarer vassale des Mongols. Les Artukides finissent par disparaître en 1408 sous les attaques des Qara Qoyunlu.